# Front Jedności Narodu
Front Jedności Narodu (FJN) – instytucja społeczno-polityczna podporządkowana PZPR i realizująca jej cele polityczne, utworzona w 1952 r., obejmująca partie polityczne (PZPR, ZSL i SD), związki zawodowe i inne organizacje społeczne, do 1956 r. działająca pod nazwą Front Narodowy (FN). W 1983 r. FJN został rozwiązany, jego kontynuację stanowił PRON.

## Charakterystyka
FJN obejmował związki zawodowe, partie polityczne (PZPR, ZSL i SD) oraz inne organizacje społeczne i społeczno-polityczne. Realizował cele polityczne PZPR i był jej podporządkowany. Przewodniczącym zostawał zazwyczaj przewodniczący lub zastępca przewodniczącego Rady Państwa. Front Jedności Narodu był zaangażowany w wybory do Sejmu i rad narodowych poprzez monopol na zgłaszanie kandydatów – do 1976 w praktyce, następnie oficjalnie. Sprawował patronat nad ogólnopolskimi oraz lokalnymi akcjami społecznymi.
Jego siedziba mieściła się w Pałacyku Sobańskich w Warszawie przy Alejach Ujazdowskich 13.
Według założeń FJN „miał skupiać wszystkie siły państwa pragnące pracować i działać dla Polski Ludowej, jednoczyć obywateli wokół węzłowych problemów i potrzeb oraz bieżących i dalekosiężnych zadań gospodarczych, politycznych, społecznych i międzynarodowych kraju”. Front Jedności Narodu „miał być wyrazem wspólnoty interesów, dążeń i poglądów całego społeczeństwa polskiego, klasy robotniczej, chłopstwa oraz inteligencji”.
Ogólnopolski Komitet Frontu Jedności Narodu przyznawał Odznakę 1000-lecia Państwa Polskiego.
W 1983 został  rozwiązany i zastąpiony przez Patriotyczny Ruch Odrodzenia Narodowego (PRON).

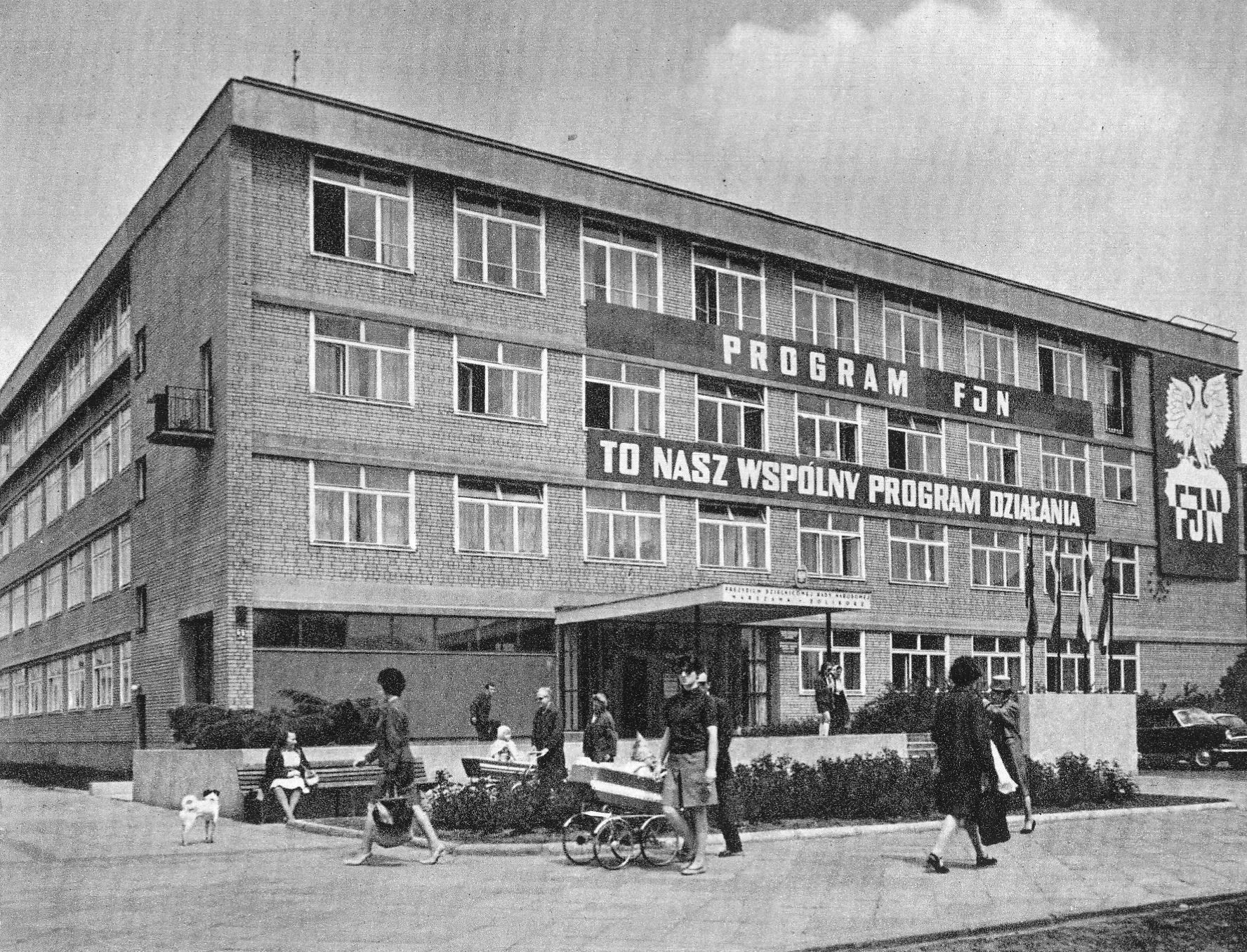
Hasło popierające program FJN umieszczone na budynku Prezydium Dzielnicowej Rady Narodowej przy ul. Słowackiego 6/8 na warszawskim Żoliborzu, lata 60.

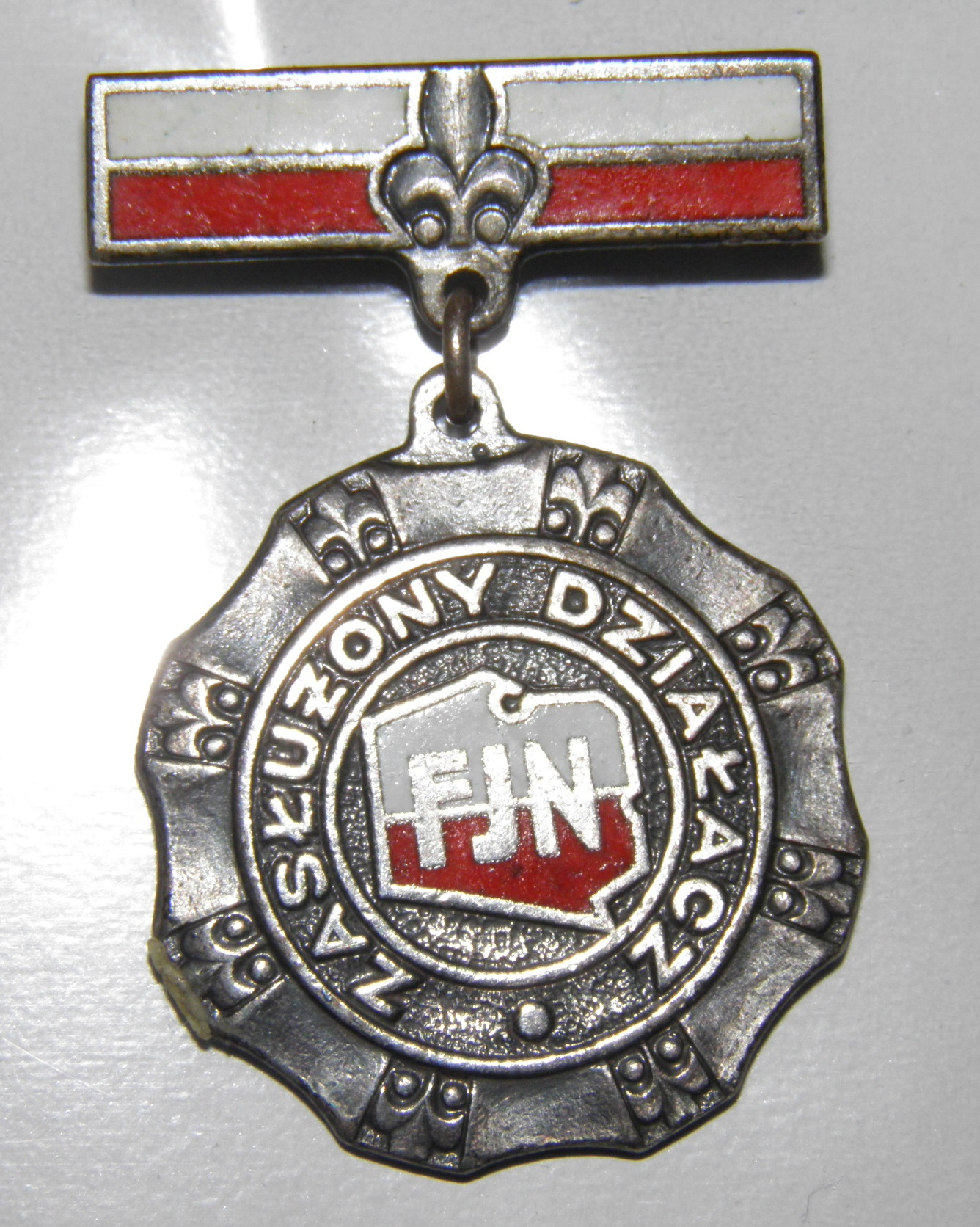
Odznaka Zasłużony Działacz FJN

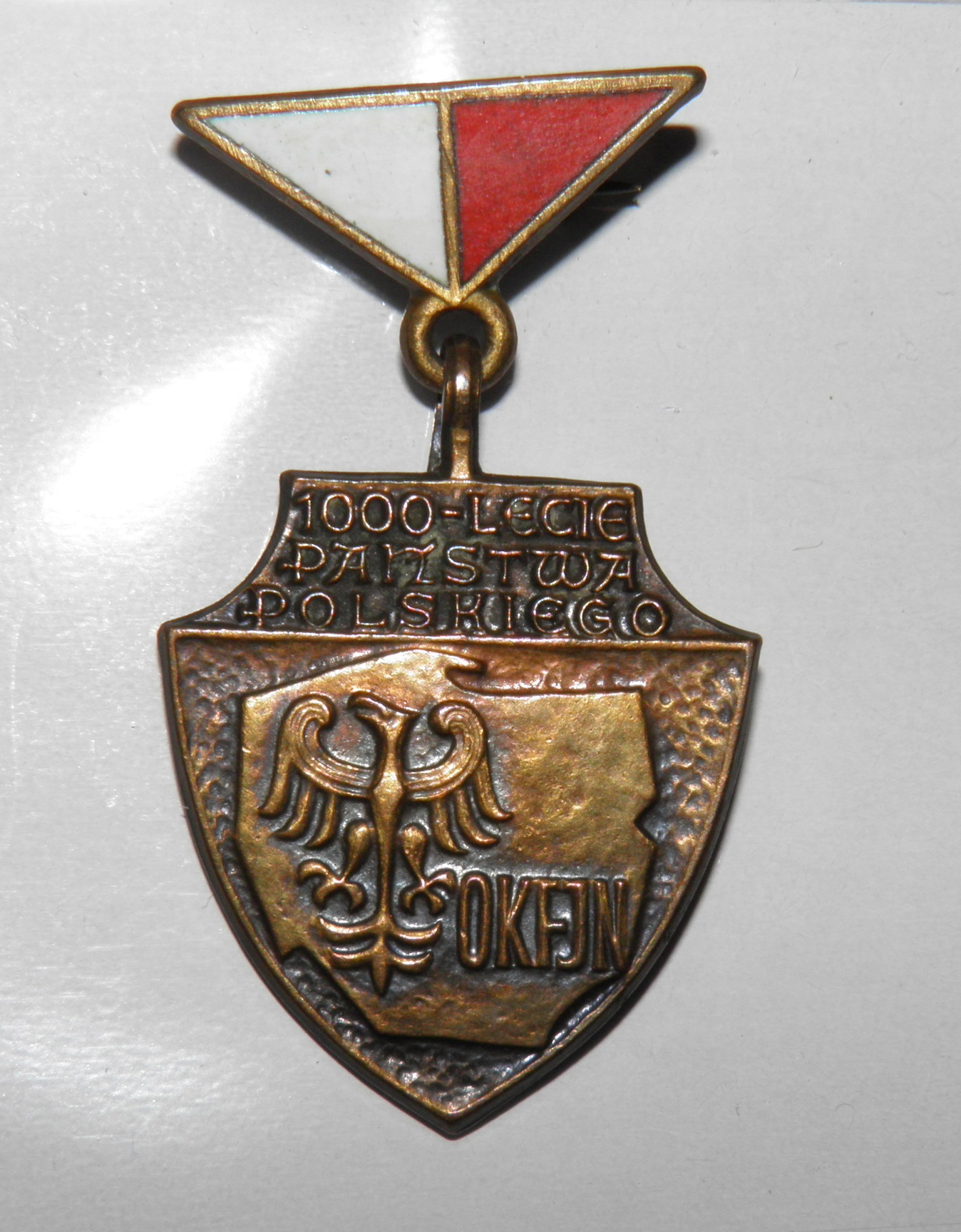
Odznaka 1000-lecia Państwa Polskiego

## Przewodniczący Ogólnopolskiego Komitetu FN i FJN (1952–1983)
- 30 sierpnia 1952–12 marca 1956 – Bolesław Bierut
- 14 sierpnia 1956–7 sierpnia 1964 – Aleksander Zawadzki (4 stycznia 1958 – ukonstytuowanie się Ogólnopolskiego Komitetu FJN)
- 29 kwietnia 1965–4 czerwca 1968 – Edward Ochab
- 4 czerwca 1968–17 czerwca 1971 – Marian Spychalski
- 17 czerwca 1971–23 lutego 1976 – prof. Janusz Groszkowski
- 23 lutego 1976–20 lipca 1983 – prof. Henryk Jabłoński

## Wiceprzewodniczący Ogólnopolskiego Komitetu FJN (1958–1983)
- 4 stycznia 1958–4 czerwca 1968 – prof. Tadeusz Kotarbiński (bezpartyjny)
- 4 stycznia 1958–12 lipca 1975 – prof. Stanisław Kulczyński (SD)
- 4 stycznia 1958–17 czerwca 1971 – Ignacy Loga-Sowiński (PZPR)
- 4 stycznia 1958–17 czerwca 1971 – Bolesław Podedworny (ZSL)
- 4 czerwca 1968–17 czerwca 1971 – prof. Janusz Groszkowski (bezpartyjny)
- 17 czerwca 1971–20 lipca 1983 – Michał Grendys (SD)
- 17 czerwca 1971–25 września 1977 – Konstanty Łubieński (bezpartyjny)
- 17 czerwca 1971–3 stycznia 1981 – Józef Ozga-Michalski (ZSL)
- 17 czerwca 1971–20 lipca 1983 – prof. Jan Szczepański (bezpartyjny)
- 17 czerwca 1971–20 lipca 1983 – Józef Tejchma (PZPR)
- 7 grudnia 1977–20 lipca 1983 – Wit Drapich (PZPR)
- 3 stycznia 1981–20 lipca 1983 – Bernard Kus (ZSL)
- 3 stycznia 1981–20 lipca 1983 – gen. dyw. Mieczysław Moczar (PZPR)

## Członkowie Prezydium Ogólnopolskiego Komitetu FJN (1958–1983)
- 1981–1983: Halina Auderska
- 1971–1981: Edward Babiuch
- 1974–1976: Andrzej Benesz
- 1958–1983: Józef Cyrankiewicz
- 1971–1983: Zbigniew Czajkowski
- 1981–1983: Halina Czerny-Stefańska
- 1981–1983: Krystyna Czop
- 1971–1983: prof. Wiktor Dega
- 1971–1983: Jan Dobraczyński
- 1958–1966: Czesław Drożniak
- 1971–1983: prof. Zygmunt Filipowicz
- 1971–1981: Edward Gierek
- 1958–1971: Władysław Gomułka
- 1971–1983: Stanisław Gucwa
- 1958–1983: Stefan Ignar
- 1958–1980: Jarosław Iwaszkiewicz
- 1972–1976: prof. Henryk Jabłoński
- 1961–1983: Witold Jarosiński
- 1981–1983: gen. armii Wojciech Jaruzelski
- 1971–1981: Piotr Jaroszewicz
- 1971–1983: Henryk Jaruszyk
- 1958–1971: Józef Kalinowski
- 1981–1983: Jerzy Kawalerowicz
- 1977–1983: Eugenia Kempara
- 1958–1971: Zenon Kliszko
- 1981–1983: Antonina Kłoskowska
- 1981–1983: prof. Jan Karol Kostrzewski
- 1958–1962: Leon Kruczkowski
- 1958–1983: Eugenia Krassowska
- 1971–1981: Władysław Kruczek
- 1971–1983: Zdzisław Kurowski
- 1971–1983: Leon Lendzion
- 1972–1981: Jerzy Łukaszewicz
- 1966–1971: Mieczysław Marzec
- 1981–1983: Jan Mazurkiewicz
- 1970–1981: Maria Milczarek
- 1981–1983: Helena Młynarczyk
- 1977–1983: Tadeusz Witold Młyńczak
- 1977–1983: Kazimierz Morawski
- 1970–1975: Zygmunt Moskwa
- 1958–1971: Alicja Musiałowa
- 1978–1980: Zenon Nowak
- 1958–1971: prof. Feliks Olszak
- 1981–1983: Stefan Olszowski
- 1981–1983: Edmund Osmańczyk
- 1981–1983: Henryk Podolski
- 1981–1983: gen. bryg. Franciszek Skibiński
- 1981–1983: Bronisława Sokołowska
- 1958–1981: Ludomir Stasiak
- 1971–1983: Piotr Stefański
- 1968–1971: Ryszard Strzelecki
- 1970–1981: Jan Szydlak
- 1981–1983: Jerzy Szymanek
- 1977–1981: Krzysztof Trębaczkiewicz
- 1972–1982: prof. Włodzimierz Trzebiatowski
- 1972–1983: Bohdan Waligórski
- 1958–1971: Jan Karol Wende
- 1981–1983: prof. Andrzej Werblan
- 1981–1983: Jan Wieteska
- 1958–1971: Czesław Wycech
- 1977–1983: Janusz Zabłocki
- 1958–1969: Jerzy Zawieyski
- 1981–1983: Jan Zieliński
- 1981–1983: Michał Żymierski

## Sekretarze Ogólnopolskiego Komitetu FJN (1958–1983)
- 1970–1983: Wiesław Adamski
- 1958–1971: Piotr Gajewski
- 1970–1983: Krystyna Gromek
- 1961–1983: Witold Jarosiński
- 1958–1971: Józef Kalinowski
- 1958–1971: Zenon Kliszko
- 1974–1981: Stanisław Lewandowski
- 1972–1981: Jerzy Łukaszewicz
- 1981–1983: Walery Namiotkiewicz
- 1966–1971: Mieczysław Marzec
- 1971–1983: Edward Milczarek
- 1981–1983: Andrzej Ozga
- 1967–1983: prof. Marian Rybicki
- 1958–1981: Ludomir Stasiak
- 1971–1983: Piotr Stefański
- 1970–1972: Jan Szydlak
- 1981–1983: Jerzy Szymanek
- 1971–1972: Józef Tejchma
- 1958–1983: Zofia Tomczyk
- 1958–1971: Stanisława Zawadecka